# New Born
New Born — песня британской альтернативной рок-группы Muse с их второго альбома Origin of Symmetry. Издана первым синглом с этого альбома. Первоначально песню планировали назвать Tesseract.
Впервые песню исполнили на концерте в Астории, Лондон (6 июня 2000). С тех пор песня частый гость сет-листов Muse. Концертная версия более сложная в исполнении. В частности, Мэтт переделал партию клавишных в начале.
Мэттью Беллами сказал в одном из интервью: «Эта песня о страхе перед развитием технологий, и о том, как они могут разрушить все человечество. Мой страх, отраженный в этой песне — мы не можем управлять ими, потому что они быстрее нас, таким образом, песня отражает будущее, где тело не важно, и все соединены в одну сеть».
Крис о клипе: «Это первый клип, который получился таким, как мы хотели. Мы снимали его в Праге. Его отличительной чертой является то, что мы играем, стоя на стене».
Олег Куваев использовал песню как основу для мелодии песни группы из главных героев в эпизоде «Русский панк-рок» сериала «Масяня».

## Список композиций
CD 1
1. «New Born» — 6:05
2. «Shrinking Universe» — 3:30
3. «Piano Thing» — 2:55

CD 2
1. «New Born» — 6:05
2. «Map of Your Head» — 4:01
3. «Plug In Baby (Live)» — 3:51

7" винил
1. «New Born» — 6:05
2. «Shrinking Universe» — 3:30